# Astronomia infravermelha

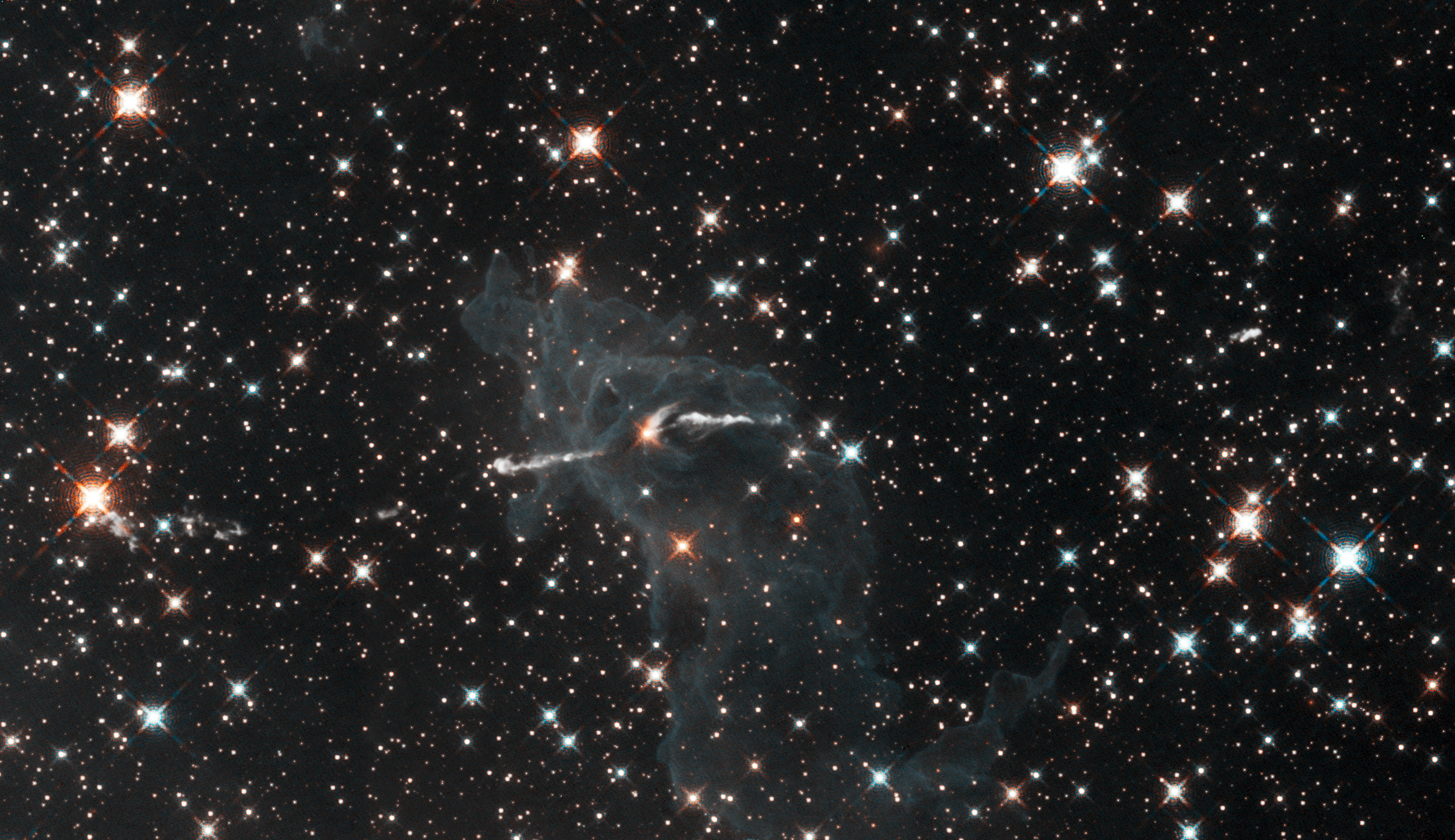
Nebulosa Carina em luz infravermelha capturada pela Wide Field Camera 3 do Telescópio Espacial Hubble.

A astronomia infravermelha é uma subdisciplina da astronomia especializada na observação e análise de objetos astronômicos usando radiação infravermelha (IR). O comprimento de onda da luz infravermelha varia de 0,75 a 300 micrômetros, e fica entre a radiação visível, que varia de 380 a 750 nanômetros, e ondas submilimétricas.
A astronomia infravermelha começou na década de 1830, algumas décadas após a descoberta da luz infravermelha por William Herschel em 1800. O progresso inicial foi limitado, e não foi até o início do século XX que foram feitas detecções conclusivas de outros objetos astronômicos além do Sol e da Lua. em luz infravermelha. Depois que uma série de descobertas foram feitas nas décadas de 1950 e 1960 na radioastronomia, os astrônomos perceberam as informações disponíveis fora da faixa de comprimento de onda visível, e a moderna astronomia infravermelha foi estabelecida.
A astronomia infravermelha e óptica são frequentemente praticadas usando os mesmos telescópios, pois os mesmos espelhos ou lentes geralmente são eficazes em uma faixa de comprimento de onda que inclui luz visível e infravermelha. Ambos os campos também usam detectores de estado sólido, embora o tipo específico de fotodetector de estado sólido usado seja diferente. A luz infravermelha é absorvida em muitos comprimentos de onda pelo vapor d'água na atmosfera da Terra, de modo que a maioria dos telescópios infravermelhos estão em altitudes elevadas em locais secos, acima do máximo possível da atmosfera. Também houve observatórios infravermelhos no espaço, incluindo o Telescópio Espacial Spitzer, o Observatório Espacial Herschel e mais recentemente o Telescópio Espacial James Webb.

## Tecnologia infravermelha
Uma das matrizes de detectores infravermelhos mais comuns usados em telescópios de pesquisa são as matrizes HgCdTe. Estes operam bem entre comprimentos de onda de 0,6 e 5 micrômetros. Para observações de comprimento de onda mais longo ou sensibilidade mais alta, outros detectores podem ser usados, incluindo outros detectores semicondutores de intervalo estreito, matrizes de bolômetro de baixa temperatura ou matrizes de junção de túnel supercondutora de contagem de fótons.
Requisitos especiais para astronomia infravermelha incluem: correntes escuras muito baixas para permitir longos tempos de integração, circuitos de leitura de baixo ruído associados e, às vezes, contagens de pixels muito altas.
A baixa temperatura é muitas vezes alcançada por um refrigerante, que pode acabar. As missões espaciais terminaram ou mudaram para observações "quentes" quando o suprimento de refrigerante acabou. Por exemplo, o WISE ficou sem refrigerante em outubro de 2010, cerca de dez meses após o lançamento. (Veja Telescópio Espacial Spitzer)

## Observatórios

### Observatórios espaciais
Muitos telescópios espaciais detectam radiação eletromagnética em uma faixa de comprimento de onda que se sobrepõe pelo menos até certo ponto à faixa de comprimento de onda do infravermelho. Portanto, é difícil definir quais telescópios espaciais são telescópios infravermelhos. Aqui, a definição de "telescópio espacial infravermelho" é considerada um telescópio espacial cuja principal missão é detectar luz infravermelha.
Sete telescópios espaciais infravermelhos foram operados no espaço. Eles são:
- Satélite Astronômico Infravermelho (IRAS), operado em 1983 (10 meses). Uma missão conjunta dos EUA (NASA), Reino Unido e Holanda.
- Observatório Espacial Infravermelho (ISO), operado 1995-1998, missão da ESA.
- Midcourse Space Experiment (MSX), operado 1996-1997, missão BMDO.
- Telescópio Espacial Spitzer, operado 2003-2020, missão da NASA.
- Akari, operado 2006-2011, missão JAXA.
- Observatório Espacial Herschel, operado 2009-2013, missão da ESA.
- Wide-field Infrared Survey Explorer (WISE), operado 2009-, missão da NASA.

Além disso, o Telescópio Espacial James Webb é um telescópio espacial infravermelho lançado em 25 de dezembro de 2021. O SPHEREx está programado para ser lançado em 2023. A NASA também está considerando construir o Wide Field Infrared Survey Telescope (WFIRST).
Muitas outras missões espaciais menores e detectores espaciais de radiação infravermelha foram operados no espaço. Estes incluem o Telescópio Infravermelho (IRT) que voou com o ônibus espacial.
O Submillimeter Wave Astronomy Satellite (SWAS) às vezes é mencionado como um satélite infravermelho, embora seja um satélite submilimétrico.

#### Instrumentos infravermelhos em telescópios espaciais
Para muitos telescópios espaciais, apenas alguns dos instrumentos são capazes de observação infravermelha. Abaixo estão listados alguns dos mais notáveis desses observatórios e instrumentos espaciais:
- Satélite Cosmic Background Explorer (COBE) (1989-1993 ) instrumento Diffuse Infrared Background Experiment (DIRBE)
- Telescópio Espacial Hubble (1990-) instrumento Near Infrared Camera and Multi-Object Spectrometer (NICMOS) (1997-1999, 2002-2008)
- A câmera Wide Field Camera 3 (WFC3) do Telescópio Espacial Hubble (2009-) observa infravermelho.

### Observatórios Aerotransportados
Três observatórios baseados em aviões foram usados (outras aeronaves também foram usadas ocasionalmente para hospedar estudos espaciais infravermelhos) para estudar o céu em infravermelho.
Eles são:
- Observatório Galileo, uma missão da NASA. Foi ativo 1965-1973.
- Kuiper Airborne Observatory, uma missão da NASA. Foi ativo 1974-1995.
- SOFIA, uma missão NASA - DLR. Ativo desde 2010.

### Observatórios terrestres
Muitos telescópios infravermelhos terrestres existem em todo o mundo. Os maiores são:
- VISTA
- UKIRT
- IRTF
- WIRO